# Pieczarka opasana
Pieczarka opasana (Agaricus subperonatus (J.E. Lange) Singer) – gatunek grzybów należący do rodziny pieczarkowatych (Agaricaceae).

## Systematyka i nazewnictwo
Pozycja w klasyfikacji według Index Fungorum: Agaricus, Agaricaceae, Agaricales, Agaricomycetidae, Agaricomycetes, Agaricomycotina, Basidiomycota, Fungi.
Po raz pierwszy takson ten zdiagnozował w 1926 r. Jakob Emanuel Lange, nadając mu nazwę Psalliota hortensis f. subperonata. Obecną, uznaną przez Index Fungorum nazwę, nadał mu w 1951 r. Rolf Singer.
Synonimy nazwy naukowej:
- Psalliota hortensis f. subperonata J.E. Lange 1926
- Psalliota subperonata J.E. Lange 1940

Polską nazwę zarekomendowała Komisja ds. Polskiego Nazewnictwa Grzybów Polskiego Towarzystwa Mykologicznego w 2025 r.

## Morfologia
Naziemne grzyby saprotroficzne wytwarzające jadalne owocniki z szarobiałym, często pokrytym przylegającymi, ciemniejszymi łuskami kapeluszem (średnicy przeważnie 6–10 cm) o blaszkowatym hymenoforze, umieszczonym na cylindrycznym trzonie, do którego przyrośnięty jest zwisający pierścień. Charakterystyczną cechą Agaricus subperonatus jest obecność cystyd na ostrzach blaszek. Gatunek ten występuje w lasach, parkach i ogrodach, na glebach próchniczych. Owocniki wytwarza od maja do października, czasami w kępkach.